# 1992年バルセロナオリンピックのナミビア選手団
1992年バルセロナオリンピックのナミビア選手団（1992ねんバルセロナオリンピックのナミビアせんしゅだん）は、1992年7月25日から8月9日にかけてスペインのカタルーニャ州バルセロナで開催された1992年バルセロナオリンピックのナミビア選手団、およびその競技結果。

## 概要
ナミビアは今大会がオリンピック初参加で、銀メダル2個、合計2個のメダルを獲得した。
陸上男子100mおよび200mでフランク・フレデリクスがともに銀メダルを獲得し、ナミビアにオリンピック初メダルをもたらした。

## メダル
| メダル | 選手名                 | 競技 | 種目     |
| ------ | ---------------------- | ---- | -------- |
| 銀     | フランク・フレデリクス | 陸上 | 男子100m |
| 銀     | フランク・フレデリクス | 陸上 | 男子200m |